# Solférino (metropolitana di Parigi)
Solférino è una stazione della linea 12 della metropolitana di Parigi.

## La stazione
La stazione venne aperta nel 1910 e prese il nome della battaglia di Solferino, dove le truppe franco-piemontesi, comandate da  Napoleone III batterono gli austriaci nel 1859. La violenza dei combattimenti ispirò a Henri Dunant (1828-1910) la creazione della Croce Rossa nel 1863. Per questo egli ricevette il primo premio Nobel per la pace assieme a Frédéric Passy nel 1901.

## Interscambi
- Bus RATP - 63, 68, 69, 73, 83, 84, 94
- Noctilien - N02
- RER C

## Galleria d'immagini

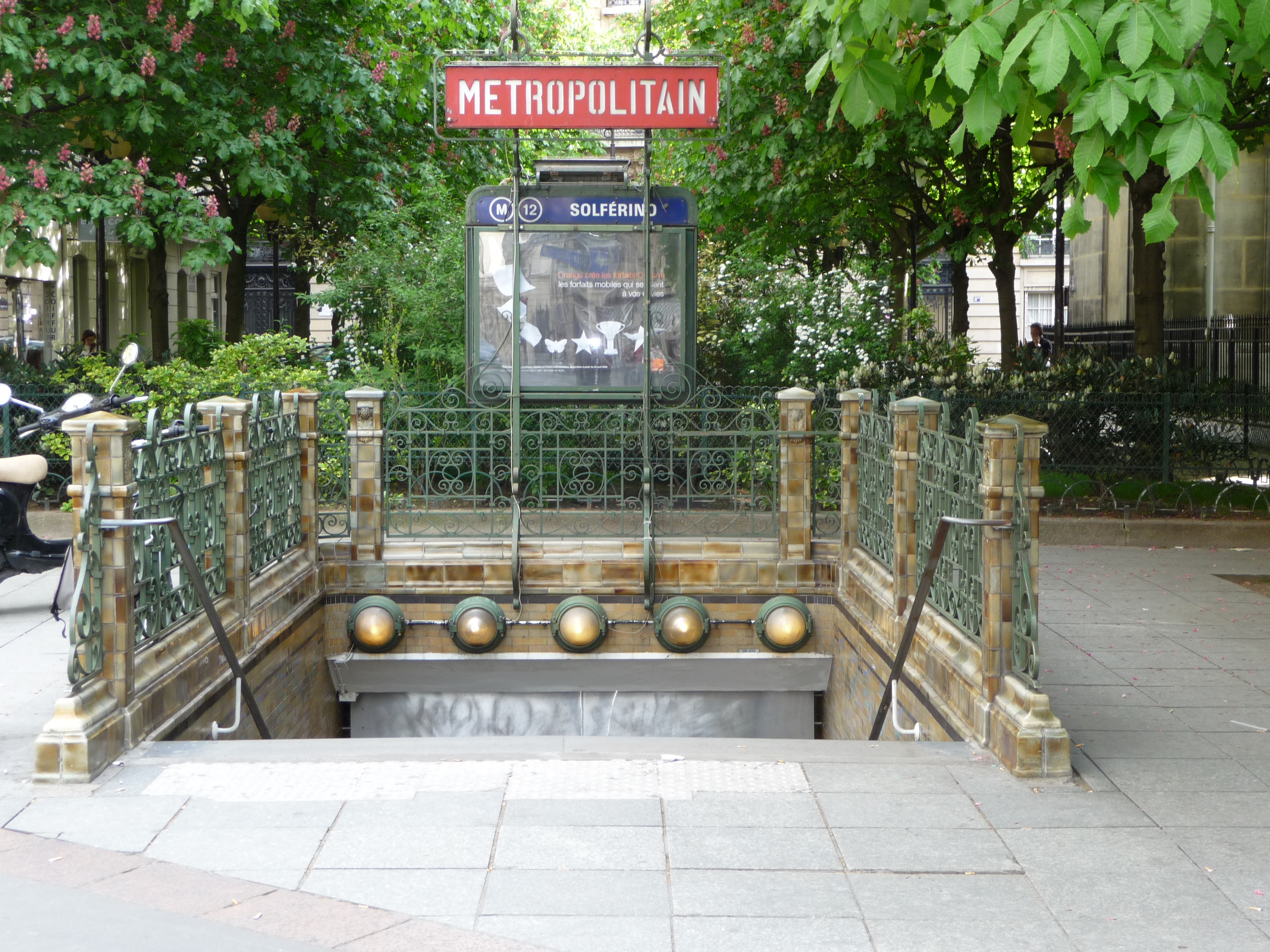
Ingresso della stazione
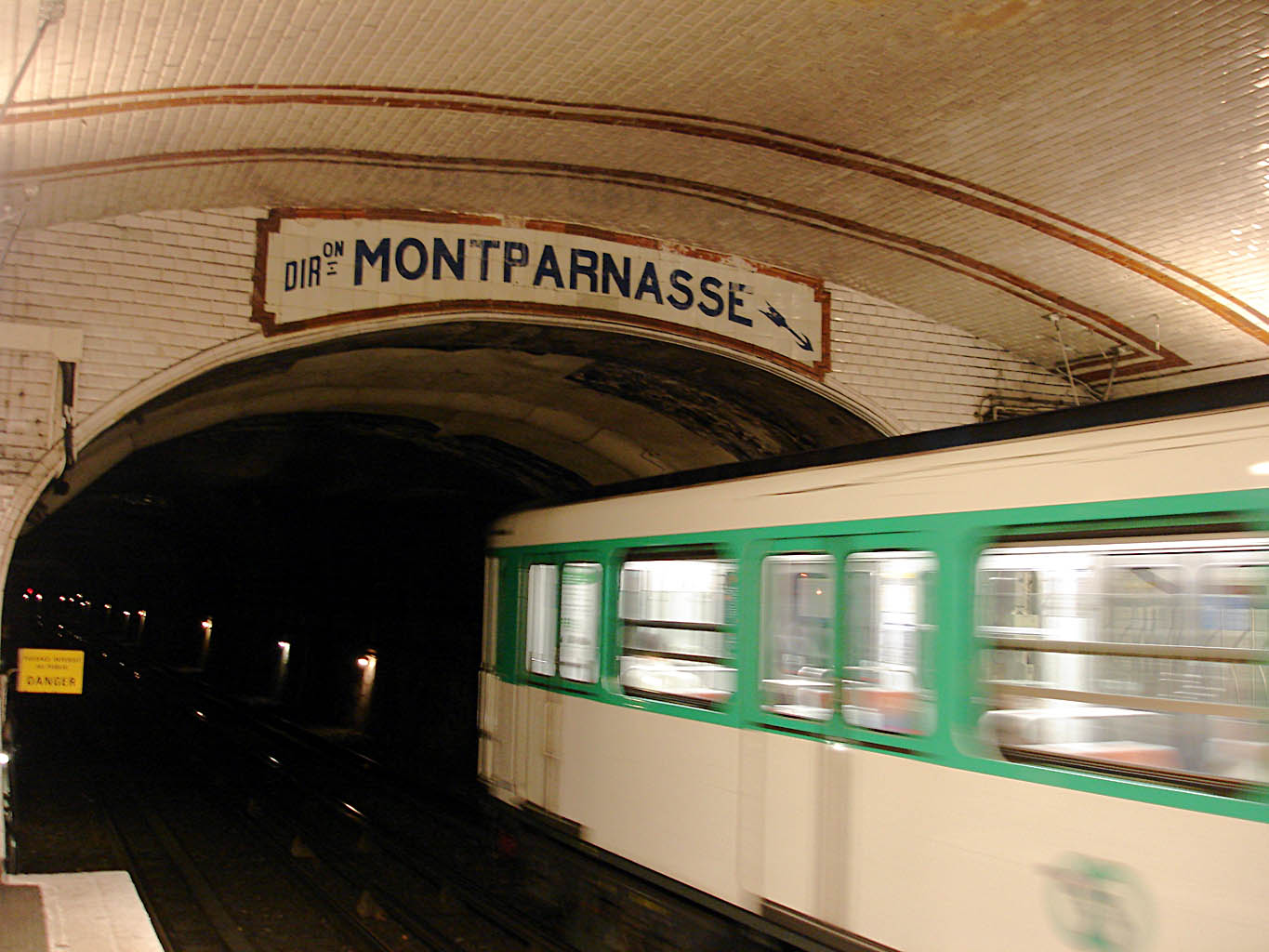
Treno in transito
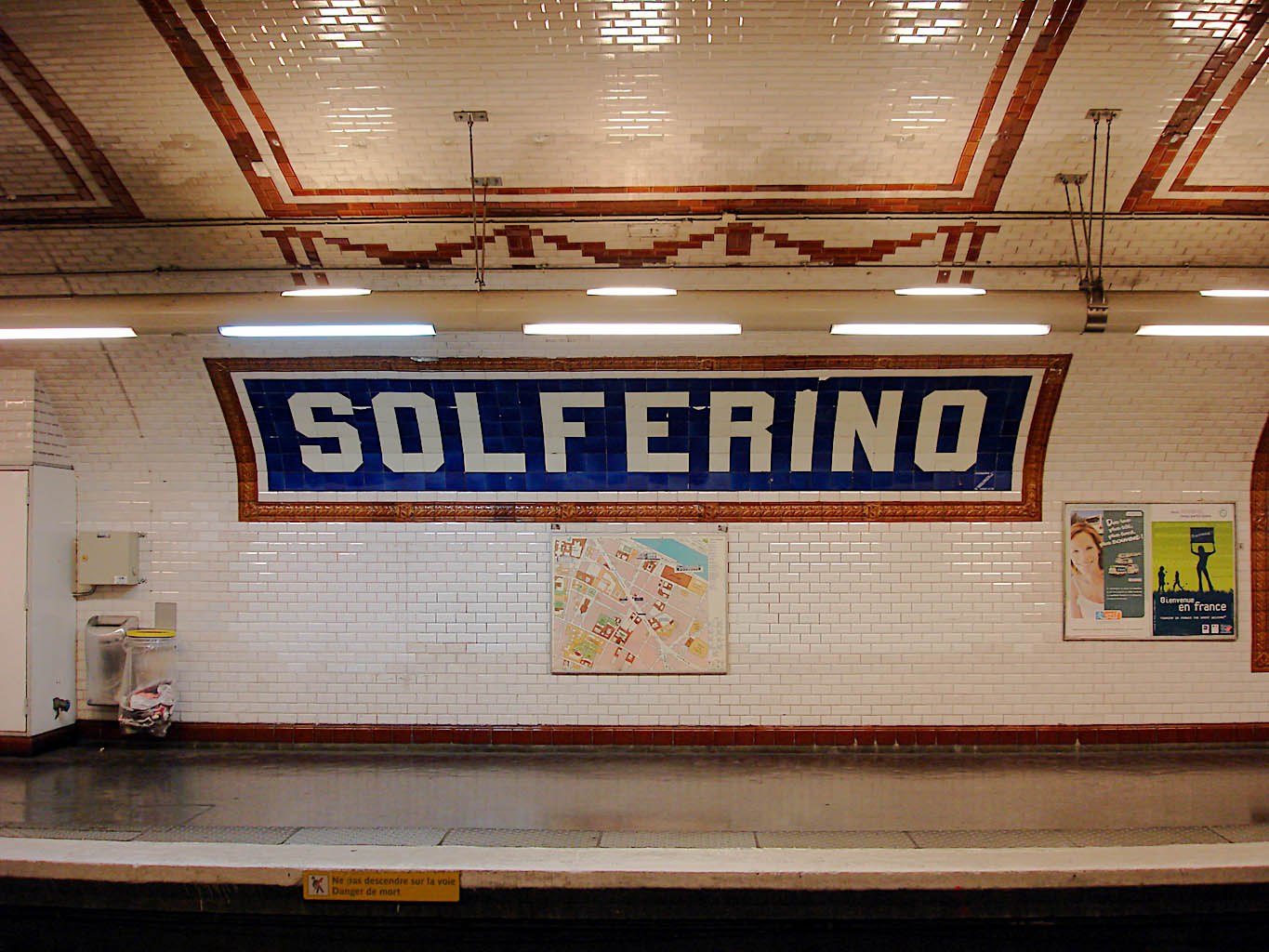
Cartello